# Oswald Kroh
Oswald Kroh, född 15 december 1887, död 11 september 1955, var en tysk psykolog och pedagog.
Oswald Kroh blev filosofie doktor i Marburg 1910, docent 1921 och professor i pedagogik i Tübingen 1923. Som en av Erich Rudolf Jaenschs främsta medarbetare publicerade han ett stort antal studier över optiska och eidetiska fenomen, bland annat Eidetiker unter deutschen Dichtern (i Zeitschrift für Psychologie, 85, 1920), Subjektive Anschauungsbilder bei Jugendlichen (1922) och Eine einzigartige Begabung und deren psychologische Analyse (1922) samt i allmänpsykologiska frågor utgav han även Theorie und Praxis in der Pädagogik (1927), Psychologie des Grundschulkindes (1928, 12:e upplagan 1935) och Psychologie der Oberstufe (1932, 6:e upplagan 1940).